# Puig de l'Amat
Puig de l'Amat är en bergstopp i Spanien.   Den ligger i provinsen Província de Girona och regionen Katalonien, i den östra delen av landet, 500 km öster om huvudstaden Madrid. Toppen på Puig de l'Amat är 942 meter över havet.
Terrängen runt Puig de l'Amat är lite bergig, och sluttar österut.Runt Puig de l'Amat är det ganska glesbefolkat, med 39 invånare per kvadratkilometer. Närmaste större samhälle är Olot, 8,9 km öster om Puig de l'Amat. I omgivningarna runt Puig de l'Amat växer i huvudsak blandskog.